# Medaillenspiegel der Olympischen Sommerspiele 1984
Diese Tabelle zeigt den Medaillenspiegel der Olympischen Sommerspiele 1984 in Los Angeles. Die Platzierungen sind nach der Anzahl der gewonnenen Goldmedaillen sortiert, gefolgt von der Anzahl der Silber- und Bronzemedaillen. Weisen zwei oder mehr Länder eine identische Medaillenbilanz auf, werden sie alphabetisch geordnet auf dem gleichen Rang geführt. Dies entspricht dem System, das vom Internationalen Olympischen Komitee (IOC) verwendet wird.
47 der 140 teilnehmenden Nationen gewannen in einem der 221 ausgetragenen Wettbewerbe mindestens eine Medaille. Von diesen gewannen 25 mindestens eine Goldmedaille. Algerien, die Dominikanische Republik, die Elfenbeinküste, Syrien und Sambia gewannen erstmals überhaupt eine olympische Medaille, während Portugal zum ersten Mal einen Olympiasieger stellte.

## Medaillenspiegel
| Platz | Mannschaft                    | Gold | Silber | Bronze | Gesamt |
| ----- | ----------------------------- | ---- | ------ | ------ | ------ |
| 01    | Vereinigte Staaten (USA)      | 83   | 61     | 30     | 174    |
| 02    | Rumänien (ROU)                | 20   | 16     | 17     | 53     |
| 03    | BR Deutschland (FRG)          | 17   | 19     | 23     | 59     |
| 04    | Volksrepublik China (CHN)     | 15   | 8      | 9      | 32     |
| 05    | Italien (ITA)                 | 14   | 6      | 12     | 32     |
| 06    | Kanada (CAN)                  | 10   | 18     | 16     | 44     |
| 07    | Japan (JPN)                   | 10   | 8      | 14     | 32     |
| 08    | Neuseeland (NZL)              | 8    | 1      | 2      | 11     |
| 09    | Jugoslawien (YUG)             | 7    | 4      | 7      | 18     |
| 10    | Südkorea (KOR)                | 6    | 6      | 7      | 19     |
| 11    | Großbritannien (GBR)          | 5    | 11     | 21     | 37     |
| 12    | Frankreich (FRA)              | 5    | 7      | 16     | 28     |
| 13    | Niederlande (NED)             | 5    | 2      | 6      | 13     |
| 14    | Australien (AUS)              | 4    | 8      | 12     | 24     |
| 15    | Finnland (FIN)                | 4    | 2      | 6      | 12     |
| 16    | Schweden (SWE)                | 2    | 11     | 6      | 19     |
| 17    | Mexiko (MEX)                  | 2    | 3      | 1      | 6      |
| 18    | Marokko (MAR)                 | 2    | —      | —      | 2      |
| 19    | Brasilien (BRA)               | 1    | 5      | 2      | 8      |
| 20    | Spanien (ESP)                 | 1    | 2      | 2      | 5      |
| 21    | Belgien (BEL)                 | 1    | 1      | 2      | 4      |
| 22    | Österreich (AUT)              | 1    | 1      | 1      | 3      |
| 23    | Portugal (POR)                | 1    | —      | 2      | 3      |
| 0     | Kenia (KEN)                   | 1    | —      | 2      | 3      |
| 25    | Pakistan (PAK)                | 1    | —      | —      | 1      |
| 26    | Schweiz (SUI)                 | —    | 4      | 4      | 8      |
| 27    | Dänemark (DEN)                | —    | 3      | 3      | 6      |
| 28    | Norwegen (NOR)                | —    | 1      | 2      | 3      |
| 0     | Jamaika (JAM)                 | —    | 1      | 2      | 3      |
| 30    | Griechenland (GRE)            | —    | 1      | 1      | 2      |
| 0     | Nigeria (NGR)                 | —    | 1      | 1      | 2      |
| 0     | Puerto Rico (PUR)             | —    | 1      | 1      | 2      |
| 33    | Ägypten (EGY)                 | —    | 1      | —      | 1      |
| 0     | Elfenbeinküste (CIV)          | —    | 1      | —      | 1      |
| 0     | Irland (IRL)                  | —    | 1      | —      | 1      |
| 0     | Kolumbien (COL)               | —    | 1      | —      | 1      |
| 0     | Peru (PER)                    | —    | 1      | —      | 1      |
| 0     | Syrien (SYR)                  | —    | 1      | —      | 1      |
| 0     | Thailand (THA)                | —    | 1      | —      | 1      |
| 40    | Türkei (TUR)                  | —    | —      | 3      | 3      |
| 0     | Venezuela (VEN)               | —    | —      | 3      | 3      |
| 42    | Algerien (ALG)                | —    | —      | 2      | 2      |
| 43    | Chinesisch Taipeh (TPE)       | —    | —      | 1      | 1      |
| 0     | Dominikanische Republik (DOM) | —    | —      | 1      | 1      |
| 0     | Island (ISL)                  | —    | —      | 1      | 1      |
| 0     | Kamerun (CMR)                 | —    | —      | 1      | 1      |
| 0     | Sambia (ZAM)                  | —    | —      | 1      | 1      |
|       | Gesamt                        | 226  | 219    | 243    | 688    |

## Medaillen bei den Demonstrationswettbewerben*
| Platz | Mannschaft               | Gold | Silber | Bronze | Gesamt |
| ----- | ------------------------ | ---- | ------ | ------ | ------ |
| 01    | BR Deutschland (FRG)     | 1    | —      | —      | 1      |
| 0     | Japan (JPN)              | 1    | —      | —      | 1      |
| 0     | Schweden (SWE)           | 1    | —      | —      | 1      |
| 04    | Vereinigte Staaten (USA) | —    | 1      | 1      | 2      |
| 05    | Jugoslawien (YUG)        | —    | 1      | —      | 1      |
| 0     | Mexiko (MEX)             | —    | 1      | —      | 1      |
| 07    | Italien (ITA)            | —    | —      | 2      | 2      |
| 08    | Chinesisch Taipeh (TPE)  | —    | —      | 1      | 1      |
| 0     | Frankreich (FRA)         | —    | —      | 1      | 1      |
|       | Gesamt                   | 3    | 3      | 5      | 11     |

*Die olympischen Demonstrationssportarten umfassten Baseball (1 Wettbewerb) und Tennis (2 Wettbewerbe).